# Blackford (hardware)
L'Intel Blackford è uno dei 2 chipset (insieme a Greencreek) per il processore Xeon DP basato su core Dempsey per sistemi a 2 vie, e che ha costituito insieme ad esso la piattaforma Bensley.
È stato pubblicato nel maggio del 2006 e, dopo Dempsey, ha fornito supporto anche ai primi Xeon DP basati sulla nuova architettura Core, Woodcrest e Clovertown, che hanno quindi continuato ad essere parte della piattaforma Bensley.

## Caratteristiche tecniche
La maggiore innovazione introdotta con il chipset Blackford, e che lo rende specificatamente ottimizzato per l'uso con processori dual core, è il supporto al Dual Independent Bus. Attraverso questa tecnologia, non esiste più un unico bus di sistema che deve essere condiviso da entrambi i processori di un sistema a 2 socket, ma vengono resi disponibili 2 BUS distinti (uno per ciascuna CPU dual core) per collegarsi al chipset da ben 1066 MHz ciascuno (nei modelli di punta), evitando così la saturazione della banda passante che diventa di 17 GB/s, contro i 6,4 GB/s forniti dall'unico BUS a 800 MHz della precedente piattaforma Lindenhurst.
Tra le altre novità introdotte, vi è l'adozione della nuova memoria RAM di tipo FB-DIMM in configurazione quad channel. Grazie alla presenza di 4 canali di collegamento indipendenti rispetto ai 2 adottati precedentemente con memoria DDR2-400, si è ottenuto un incremento della banda passante della memoria dai 6,4 GB/s fino ai 17 GB/s. Ma l'uso della memoria FB-DIMM, sebbene più costosa della tradizionale DDR2, ha portato con sé anche un altro vantaggio: il limite massimo della memoria supportata dalle motherboard basate su Blackford, è passato da 16 GB a ben 64 GB.
Blackford supporta inoltre le tecnologie Intel Active Monitoring Technology e I/O Accelerator Technology oltre alla tecnologia di virtualizzazione Vanderpool.
Il Northbridge e il southbridge sono collegati tra loro mediante il BUS PCI Express x4 e in totale il chipset può supportare fino a 24 linee PCI Express che sono configurate differentemente, a seconda del modello del chipset. Per Blackford, Intel offre 3 porte PCI Express x8 utilizzabili per schede di rete, controller hard disk o bridge PCI-X. Blackford VS (Value Server) ha invece 2 porte configurabili PCI Express x4 e non supporta memoria quad channel. È presente un nuovo controller hub ESB-2 I/O (bridges) che mette a disposizione 6 porte SATA2 integrate e USB 2.0.

## Revisione di Blackford
Con l'arrivo, nel corso del 2006, dei processore Xeon DP basati su core Woodcrest e Clovertown, disponibili con BUS fino a 1333 MHz, è stata pubblicata anche una versione rivista del chipset Blackford, in grado di supportare ufficialmente tale frequenza di BUS. Grazie alla frequenza di clock incrementata a 333 MHz, ogni processore ha una banda totale di 10,66 GB/s.